# Compsoctena ursulella
Compsoctena ursulella is een vlinder uit de familie van de Eriocottidae. De wetenschappelijke naam van de soort is voor het eerst geldig gepubliceerd in 1863 door Walker.